# Grande valse brillante

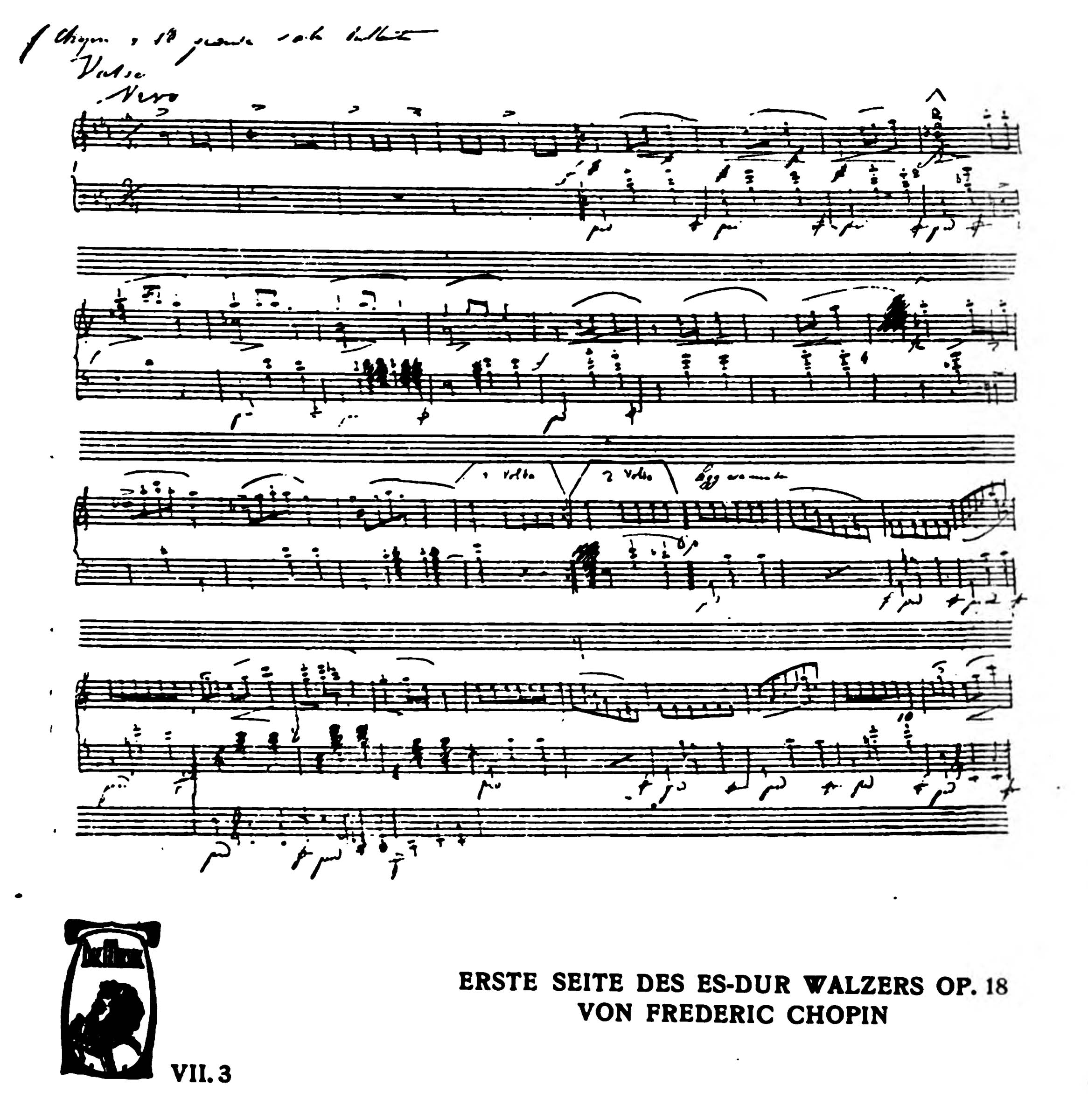
Sida ur Opus 18.

Grande valse brillante i Ess-dur, Op. 18, komponerades av Frédéric Chopin 1833 och publicerades 1834. Det var hans första publicerade vals för solopiano. Han hade dock skrivit åtminstone 16 valser innan 1834 som antingen förstörts eller publicerades postumt. Även hans tre påföljande valser fick namnet Grande valse brillante; Op.34 No 1, Op. 34 No 2 och Op. 34 No 3, som publicerades 1838. 